# 꽃할배 수사대
《꽃할배 수사대》는 2014년 5월 9일부터 2014년 7월 25일까지 tvN에서 방영된 드라마이다.

## 등장 인물

### 주요 인물
- 이순재 : 이준혁(실제나이 29세) 역 - 경위, 한 번 본 건 모두 기억하는 천재적인 능력을 지닌 에이스 중 에이스.
- 변희봉 : 한원빈(실제나이 29세) 역 - 경위, 여성범죄자 검거율 1위, 여성 심리를 꿰뚫는 직관능력이 있지만 결벽증이 있다.
- 장광 : 전강석(실제나이 28세) 역 (아역 조용진) - 경장, 올림픽 복싱 금메달리스트, 지구력 스피드를 포함한 신체능력 대한민국 경찰 상위 1%지만 쉽게 속는다.
- 김희철 : 박정우(29세) 역 - 경위, 남자다운 외모와 온화한 성품을 지닌 모든게 완벽한 청장님의 아들.

### 수사대
- 이초희 : 정은지(26세) 역 - 경장, 경찰견보다 후각이 뛰어난 후각 형사이나 음식 앞에선 이성을 상실한다.
- 김응수: 김영철 역 - 수사대 팀장

### 이준혁 주변 인물
- 박은지 : 한유라 역 - 준혁의 약혼녀, 다광기업의 무남독녀

### 그 외 인물
- 김병세 : 최재욱 역 - 경찰 차장
- 신귀식 : 박진우 역 - 경찰 청장, 박정우의 아버지
- 김병춘 : 준혁 父 역
- 김선영 : 준혁 母 역
- 서예화 : 이수정 역 - 준혁의 여동생
- 유석원 : 형사 역
- 박진수 : 형사 역
- 안성원 : 형사 역
- 하규원 : 이지현 역 - 부검의
- 고진명 : 김광일 역 - 파스널기업 대표, 피해자
- 최광덕 : 정명호 역 - 전 파스널기업 공장장, 현 나이트클럽 홍보부장, 김광일의 대학친구
- 이승호 : 젊은 정명호 역
- 배단희 : 클럽에서 마약한 여자 역
- 김광섭
- 신신범 : 은행에서 인질로 잡힌 노인 역
- 장대성 : 성형외과 의사 역
- 김기석 : 형사 4인방을 놀리는 남자 역
- 허승 : 형사 4인방을 놀리는 남자 역
- 이준상
- 주부진 : 학동마을 주민 역
- 김경애 : 박민규의 어머니 역
- 성인자 : 학동마을 주민 역
- 안홍진 : 박민규 역 - 예비신랑, 피해자, 학동마을 주민
- 안상우 : 동네 청년회 일원 역 - 학동마을 주민
- 권은수 : 금매실 역 - 학동마을 주민
- 오하나
- 김봉성 : 동네 청년회 일원 역 - 학동마을 주민
- 김한종 : 삼식이 역 - 학동마을 주민
- 조선묵 : 김경원 역 - 한설희의 외삼촌, 미호제약회사 부회장
- 이용녀 : 양 비서 역 - 한설희의 비서이자 집사
- 이상훈 : 오기환 역 - 한설희의 주치의
- 김태영 : 한설희의 아버지 역
- 이요성 : 이주원 역 - 한설희의 오빠
- 김은경 : 김정숙 역 - 한설희의 어머니
- 김화영 : 최수영 역 - 한설희의 집 가정부
- 조양자 : 보육원 원장 역
- 허재호 : 송진철 역 - 주방보조
- 유수정 : 오진희 역 - 마이클 킴의 부인, 아나운서
- 백준현 : 남상철 역 - 프로그램 '마이클 김의 오픈키친'의 PD
- 박정민 : 강석의 전 동료형사 역
- 민대식 : 쉐프 역
- 정진 : 정재현 역 - 속옷회사 총무팀 과장, 오승욱의 학교후배
- 김진호 : 오승욱 역 - 속옷회사 총무팀 부장
- 최영신 : 조은희 역 - 속옷회사 총무팀 직원
- 전영미 : 속옷회사 청소반장 역
- 김주아 : 오승욱의 부인 역
- 김기성 : 신승엽 역 - 속옷회사 기계실 직원
- 박상혁 : 속옷회사 직원 역
- 박은영 : 속옷회사 디자인팀 직원 역
- 지유
- 황상경 : 속옷회사 직원 역
- 최지호 : 신중섭 역 - 강소리의 매니저
- 최동엽 : 영화감독 역
- 장세현 : 무속인 역
- 정인영 : 강소리 역 - 배우
- 민우기 : 강소리의 매니저 역
- 박은영 : 점집 손님 역
- 김근영 : 점집에서 손님을 파악하는 여자 역
- 임유란 : 점집 손님 역
- 유금 : 점집 손님 역
- 강태식
- 우진희 : 권보미 역 - 학생, 전 레슬링부원
- 한제인 : 이은주 역 - 학생
- 박효빈 : 김재희 역 - 학생, 김영철의 딸
- 김동균 : 강민구 역 - 왁싱관리사, 바바리맨을 육성하는 남자
- 박성준 : 엄시우의 친구 역
- 나창엽 : 엄시우의 친구 역
- 이재욱 : 박영길 역 - 피해자, 전 레슬링 코치 현 바바리맨
- 정민성 : 한영재 역 - 전 레슬링 코치 현 학교 경비원
- 김규리
- 우상전 : 조중구 역 - 태오그룹 회장, 골든피쉬 회원
- 오정태 : 주태백 역 - 구급차 운전기사
- 손영순 : 양지은(이화자) 역 - 최재욱의 아내
- 김태량 : 뉴스 앵커 역
- 반혜라 : 배가 아픈 환자의 보호자 역
- 김철민 : 정신병동 환자 역
- 김원영
- 김미희 : 간호사 역
- 안소림 : 간호사 역
- 김형찬 : 경호원 역
- 조용우 : 경호원 역
- 이규현 : 아오키 신타로 역 - 골든피쉬의 고객, 일본인
- 이태형 : 찰리 정 역 - 정신병동 의사
- 이새로미 : 정신병동 환자 역
- 김현
- 김주아
- 이유미
- 김도연 : 미용사 역
- 이다영
- 김추월 : 고문학 교수 역
- 박용 : 의사 역
- 박기평
- 이상홍 : 김중은 역 - 절도전과가 있는 남자
- 김영환 : 박태민 측 경호원 역
- 이요셉
- 허인구 : 의사 역
- 고봉구
- 민지원 : 한원빈에게 차인 여자 역
- 차동신
- 정기홍
- 이세욱 : 형사 역
- 황윤걸 : 형사 역
- 동윤석 : 학교 선생님 역
- 이존승 : 중학생인 이준혁의 같은반 학생 역
- 이성규
- 신동우 : 중학생 이준혁 역
- 이상현

### 아역
- 백경민 : 보육원에 있는 아이 역
- 안원진 : 보육원에 있는 아이 역
- 서재경 : 오도현 역 - 오승욱의 아들
- 안성훈 : 정훈 역 - 정재현의 아들
- 고찬빈

### 우정출연
- 박정숙 : 정훈과 오도현의 담임선생님 역

### 특별출연
- 최진혁 : 젊은 이준혁 역 (1회, 6회)
- 박민우 : 젊은 한원빈/민현철(민재웅) 역 (1회, 9~12회)
- 박두식 : 젊은 전강석 역 (1회, 11~12회)
- 샘 해밍턴 : 러시아인 은행강도 역 (1회)
- 권민아 : 한설희 역 - 미호제약회사 회장 (3회, 6회)
- 김진수 : 마이클 킴 역 - 쉐프 (4회)
- 권민중 : 부주방장 역 (4회)
- 박효주 : 전해진 역 - 속옷회사 총무팀 대리, 골든피쉬의 일원, 간호사 (5회, 9~12회)
- 허진 : 강소리 모친 역 (6회)
- 이철민 : 사채업자 보스 역 (6회)
- 엘조 : 엄시우 역 - 김재희를 좋아하는 남학생 (7회)
- 이기우 : 박태민(알렉스 박) 역(젊은시절 곽준영) - 골든피쉬의 수장, 제중원에서 서양의학을 공부한 8번째 의사, 미국 특사 (9~12회)

## 사운드트랙
| #            | 제목                      | 작사         | 작곡·편곡    | 재생 시간 |
| ------------ | ------------------------- | ------------ | ------------ | --------- |
| 1.           | 〈미치게 훅가게〉         | 지훈, 안영민 | 안영민       | 3:42      |
| 2.           | 〈미치게 훅가게 (Inst.)〉 |              | 안영민       | 3:42      |
| 총 재생 시간 | 총 재생 시간              | 총 재생 시간 | 총 재생 시간 | 7:24      |

| #            | 제목                      | 작사            | 작곡         | 편곡         | 재생 시간 |
| ------------ | ------------------------- | --------------- | ------------ | ------------ | --------- |
| 1.           | 〈사랑에 빠진날〉         | 지훈, 럼블 피쉬 | 백민혁       | 홍성태       | 3:19      |
| 2.           | 〈사랑에 빠진날 (Inst.)〉 |                 | 백민혁       | 홍성태       | 3:19      |
| 총 재생 시간 | 총 재생 시간              | 총 재생 시간    | 총 재생 시간 | 총 재생 시간 | 6:38      |

| #            | 제목                 | 작사         | 작곡·편곡    | 재생 시간 |
| ------------ | -------------------- | ------------ | ------------ | --------- |
| 1.           | 〈괜찮다면〉         | 지훈, 김종천 | 김종천       | 3:40      |
| 2.           | 〈괜찮다면 (Inst.)〉 |              | 김종천       | 3:40      |
| 총 재생 시간 | 총 재생 시간         | 총 재생 시간 | 총 재생 시간 | 7:20      |